# Philobota xanthocoma
Philobota xanthocoma är en fjärilsart som beskrevs av Oswald Beltram Lower 1897. Philobota xanthocoma ingår i släktet Philobota och familjen praktmalar, Oecophoridae. Inga underarter finns listade i Catalogue of Life.